# Klaus Doberschütz

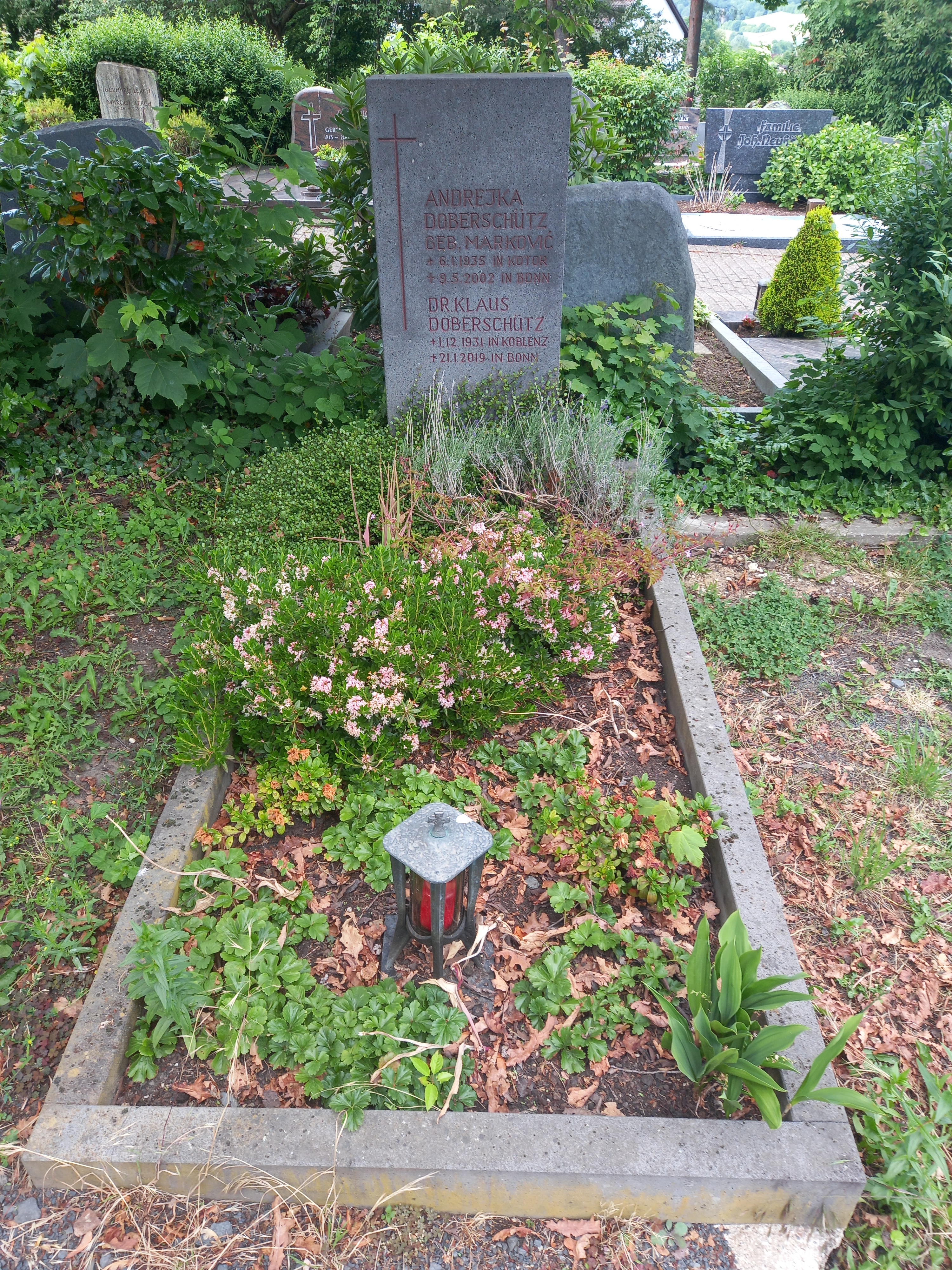
Das Grab von Kaus Doberschütz und seiner Ehefrau Andrejka geborene Marcković auf dem Friedhof Thomasberg in Königswinter

Klaus Doberschütz (* 1. Dezember 1931 in Koblenz; † 21. Januar 2019 in Bonn) war ein deutscher Journalist, Medienfachmann, Regierungssprecher und Delegierter Deutschlands bei internationalen Konferenzen.

## Leben
Klaus Doberschütz wurde im rheinischen Koblenz geboren, machte sein Abitur in Linz am Rhein und studierte Volkswirtschaft, Politik, Geschichte und Publizistik an der Rheinischen Friedrich-Wilhelms-Universität in Bonn, an der Freien Universität in Berlin und der Universität zu Köln. In Bonn wurde er Mitglied der katholischen Studentenverbindung K.D.St.V. Alania Bonn im CV, in Berlin trat er 1953 der katholischen Studentenverbindung KDStV Borusso-Saxonia Berlin im CV bei. 1965 wurde er an der Universität zu Köln bei Wilfried Schreiber, dem Erfinder der Dynamischen Rente, mit der sozialpolitischen Arbeit Die soziale Sicherung des amerikanischen Bürgers promoviert.
Zunächst war Doberschütz bei der US-amerikanischen Botschaft in Bonn und später an der Deutschen Botschaft in Paris tätig. Im Auftrag der Bundesregierung half er dann viele Jahre beim Aufbau der Informationsmedien in Afrika, Asien und Lateinamerika, so bei der Gründung der ersten Zeitung in Togo, Kamerun und Somalia. Auch beim Aufbau des Fernsehens im Sudan, in der Türkei, in Indien und Pakistan war er maßgeblich beteiligt, wie auch bei der Einführung des Rundfunks in Äthiopien, Afghanistan, Laos und Ceylon.
Klaus Doberschütz war der offizielle Delegierte Deutschlands bei den UNESCO-Konferenzen in Bangkok, Paris und Rio de Janeiro und bei den UNCTAD-Konferenzen (Welthandelskonferenzen) in Genf (1964) und Delhi (1968).
Von 1976 bis 1985 war Doberschütz in der Regierung von Ernst Albrecht Regierungssprecher in Hannover und Bonn. Von 1985 bis zu seiner Pensionierung war Doberschütz Abteilungschef im Presse- und Informationsamt der Bundesregierung.
Für seinen Einsatz für das Gemeinwohl in vielen Ehrenämtern wurde er mit dem Bundesverdienstkreuz 1. Klasse des Verdienstordens der Bundesrepublik Deutschland ausgezeichnet worden. Er war Träger hoher ausländischer Orden und Ehrenzeichen.